# Vetralla quadrata
Vetralla quadrata är en insektsart som beskrevs av Walker, F. 1869. Vetralla quadrata ingår som enda art i släktet Vetralla och familjen vårtbitare. Inga underarter finns listade i Catalogue of Life.